# Accidente de la fábrica de alúmina de Ajka

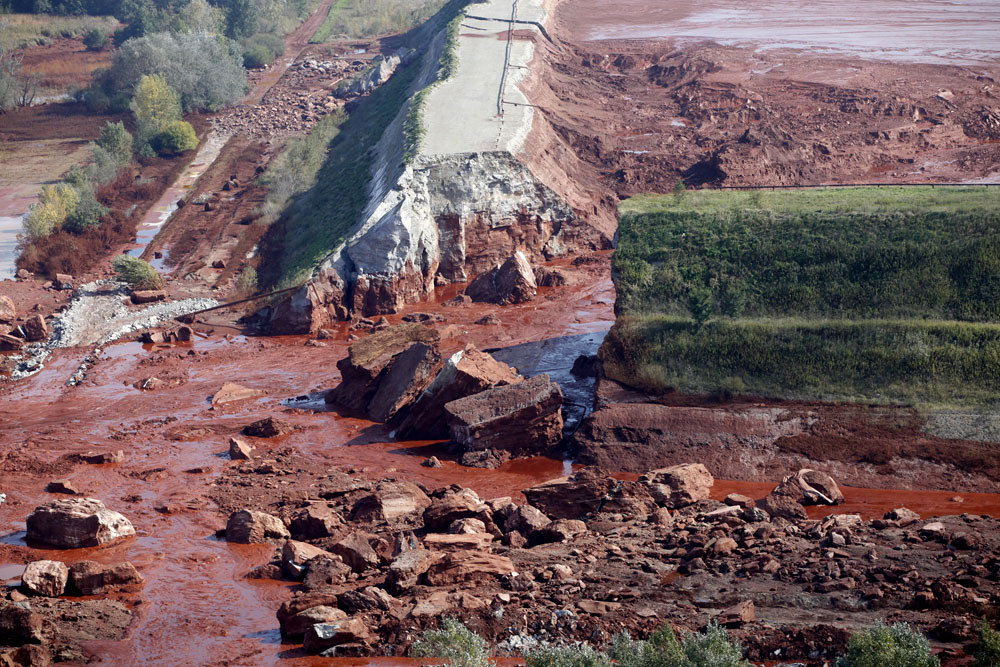
Vista aérea del dique de contención que cedió liberando el barro rojo.

El accidente de la fábrica de alúmina de Ajka fue una catástrofe industrial producida en Ajka (Veszprém, Hungría) el 4 de octubre de 2010 a las 12:25 CEST (10:25 UTC), tras romperse un dique liberando cerca de un millón de metros cúbicos de desechos de "barro rojo", en la Fábrica de Alúmina de Ajka (Ajkai Timföldgyár). El fango alcanzó entre 1 y 2 metros de altura inundando las localidades más aledañas, en especial Kolontár  y Devecser. En el primer día se contabilizaron cuatro muertos y 123 heridos, hasta el día 8 la cifra había aumentado a siete fallecidos y 150 heridos. Para el día 13, ya había 9 muertos, y la décima víctima, un hombre de 71 años falleció el 5 de noviembre en el hospital de Győr, donde lo atendían, a causa de sus quemaduras. Cerca de 40 kilómetros cuadrados de terreno fueron contaminados incluyendo el río Danubio desde el día 7 de octubre. El día 8 por la tarde, la localidad de Kolontár tuvo que ser evacuada ante la amenaza de que el muro de contención de la presa cediera debido a su fragilidad e inundara el municipio: en caso de producirse la rotura del dique hubiese supuesto un vertido de 500 000 metros cúbicos de barro, según el primer ministro Viktor Orbán.

## Origen del barro
El barro rojo es un subproducto del proceso Bayer, que se emplea para obtener el óxido de aluminio a partir de la bauxita, a partir de la cual posteriormente se obtiene aluminio. El barro rojo contiene en su mayor parte impurezas de la bauxita: el característico color rojo procede del óxido de hierro hidratado, siendo este el principal componente (hasta un 60%), a su vez, contiene titanio y compuestos de vanadio. entre otras pequeñas cantidades de metales pesados. El barro, el cual es altamente alcalino, una vez se produce por primera vez, es almacenado en estanques de gran envergadura al aire libre, aunque había cerca de 30 millones de toneladas del producto almacenado cerca de la planta Ajkai Timföldgyár. Según un informe publicado por MAL, el barro tiene el siguiente porcentaje químico:
| Material                     | Porcentaje aprox. | Observaciones                                           |
| ---------------------------- | ----------------- | ------------------------------------------------------- |
| Fe2O3 (Óxido de hierro)      | 40-45%            | Da el color rojo al barro                               |
| Al2O3 (Óxido de alúmina)     | 10-15%            | Óxido de alúmina no extraído                            |
| SiO2 (Óxido de silicio (IV)) | 10-15%            | Presente como sodio o calcio-alúmina-silicio            |
| CaO (Óxido de calcio)        | 6-10%             |                                                         |
| TiO2 (Dióxido de titanio)    | 4-5%              |                                                         |
| Na2O (Óxido de sodio)        | 5-6%              | Causa del alto nivel de pH y de las quemaduras químicas |

No está claro cómo la contención del fango pudo haberse resquebrajado, no obstante el accidente se produjo después de un verano particularmente húmedo en el país al igual que en otras zonas de Europa Central. La policía confiscó algunos documentos sobre la planta de Ajka, aunque un representante de la compañía Aluminio Húngaro, S.A.C. (Magyar Alumínium Zrt., MAL) dijo que en la última inspección del dique no hubo nada anómalo. El primer ministro de Hungría, Viktor Orbán declaró que el desastre fue provocado por un error humano.
A diferencia de otros desechos de la minería, el barro rojo no contiene un alto nivel de metales pesados, aunque en terreno normal puede superar siete veces el nivel. Los análisis del barro en Kolontár llevados a cabo por Greenpeace mostraron niveles de cromo en cantidades de 660 mg/kg, arsénico en 110 mg/kg y mercurio en 1,3 mg/kg. El Gobierno declaró que el barro "no es venenoso", por otro lado la Academia de Ciencias de Hungría declaró que las concentraciones de metal pesado no son considerablemente peligrosas para el medio ambiente.

## Efectos

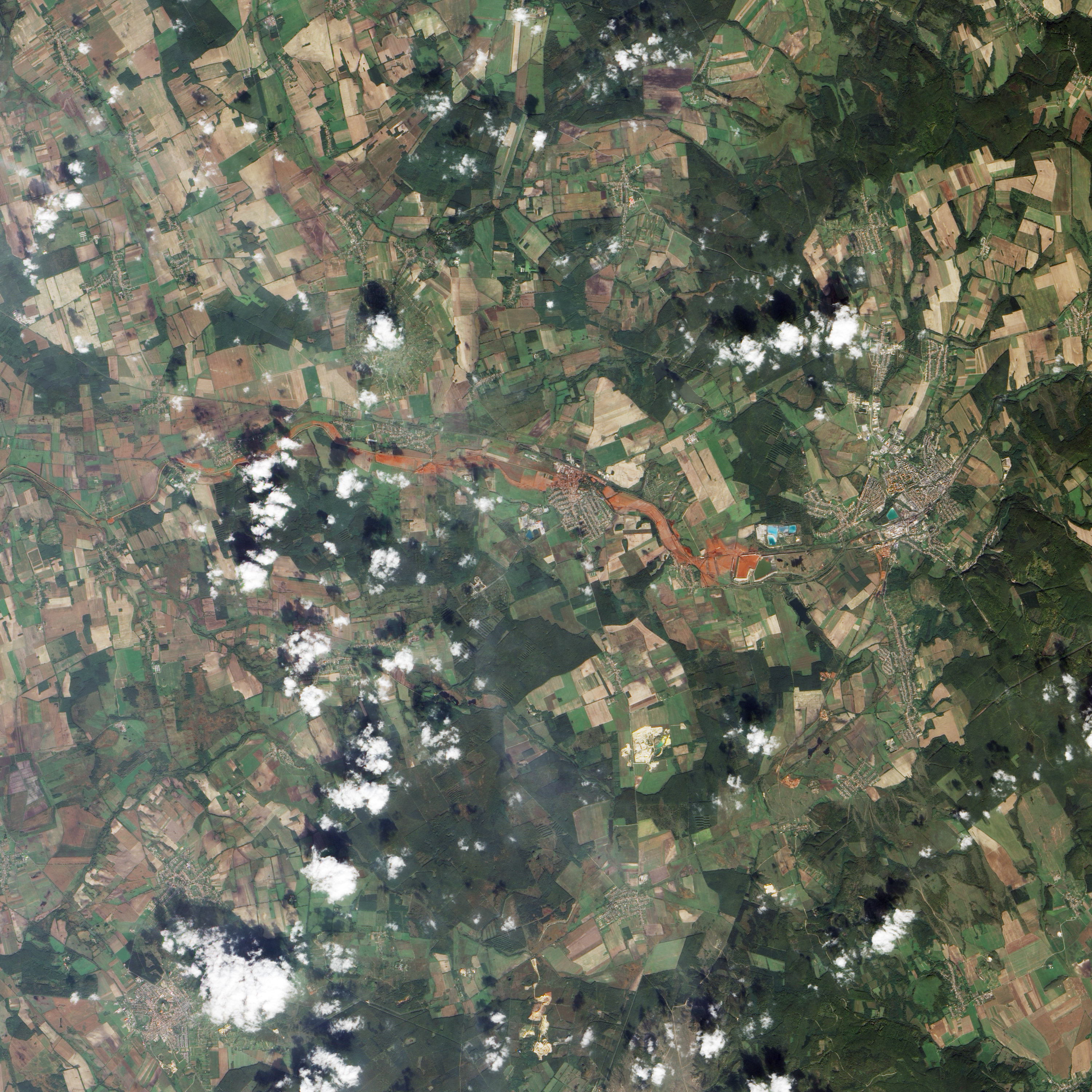
Imagen a color natural de la zona del desastre tomada por un satélite de la NASA.

La ola de fango inundó las calles de Kolontár y Devecser, en esta primera se confirmó la muerte de cuatro personas, mientras que en la segunda localidad, la fuerza de la riada se llevó múltiples vehículos. La causa del fallecimiento de las víctimas no ha sido confirmada de manera oficial;[actualizar] un representante de la Dirección General Estatal de Protección de Catástrofes (Országos Katasztrófavédelmi Főigazgatóság, en lo consecutivo: OKF) comentó la posibilidad de que perecieran ahogados. Cerca de seis personas siguen desaparecidas 24 horas después del accidente.
La OKF declaró que el barro ha sido considerado dañino y que podría causar irritación por reacción alcalina en aquellas personas que habiendo estado en contacto con esa sustancia no se hayan lavado a fondo con agua limpia. El alcalde de Devecser dijo que 80 o 90 personas fueron hospitalizadas por quemaduras químicas. Péter Jakabos, uno de los médicos del hospital de Győr donde se hallan la mayoría de ingresados, declaró en la Televisión Húngara (Magyar Televízió) que puede llevar varios días hasta que a la gente se le cure esas quemaduras. Desde Magyar Alumínium (MAL) declararon que el fango no está considerado peligroso según los estandartes de la Unión Europea. Las medidas iniciales llevadas a cabo por la OKF mostraron que el lodo es extremadamente alcalino con un pH estimado en 13.
Los productos químicos extinguieron la vida marina del río Marcal y el día 7 de octubre llegó a un afluente del Danubio obligando a los países por los que pasa el río a desarrollar planes de emergencia.

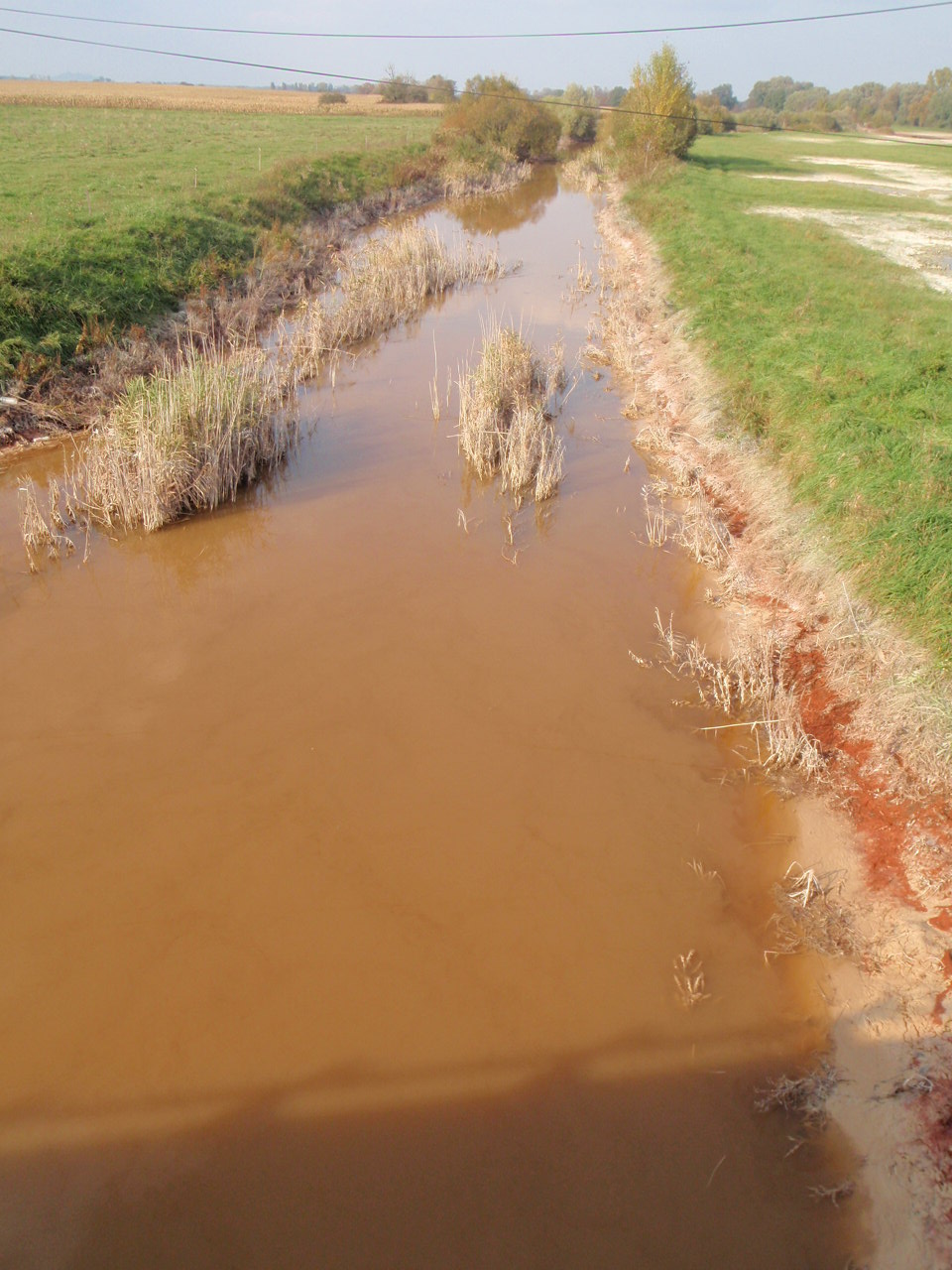
Río Marcal una semana después del accidente.

## Contención y limpieza
Además de los efectos inmediatos del barro rojo, también cabe la posibilidad de que se produzca una contaminación de las aguas dentro del país. Se pretende neutralizar el efecto alcalino vertiendo yeso y ácido bioacético en el agua, en varios puntos del río Marcal, y también en su confluencia. El Marcal desemboca en Karakó en el río Rába, a su vez, el Rába desemboca en el Danubio en la región de Győr-Moson-Sopron.
Al día siguiente del accidente, el Secretario de Estado del Ministerio de Medio Ambiente, Zoltán Illés ordenó la suspensión de producción de aluminio de la planta y la reconstrucción de la presa. Al día siguiente, el director de la compañía declaró en una entrevista radiofónica que le gustaría reanudar la producción la semana siguiente (cinco o seis días después del accidente producido el lunes 4 de octubre).
El gobierno estimó que la limpieza podría llevar un año y costar diez millones de dólares.
A las 19:36 (hora local) del 7 de octubre, el Gobierno húngaro activa el Mecanismo de Protección Civil de la UE para la ayuda urgente internacional. El Centro de Información y Supervisión de la Unión Europea comunicó una petición de ayuda experta a los 30 países integrantes (27 Estados miembros, Islandia, Liechtenstein y Noruega).

## Decisiones tomadas
Tras el desastre de 2010, el gobierno húngaro implementó varias medidas para abordar las consecuencias del vertido de barro rojo. En primer lugar, se suspendió la producción en la planta de alúmina de Ajka y se ordenó la reconstrucción del dique colapsado que provocó el vertido. La planta fue cerrada temporalmente, y se establecieron mecanismos de control más estrictos para evitar futuros accidentes. El gobierno también nacionalizó la empresa MAL Hungarian Aluminium, responsable de la planta, con el fin de asegurar una mejor gestión del desastre y el pago de las indemnizaciones a las víctimas. Esta decisión fue tomada para evitar que la empresa responsable pudiera eludir su responsabilidad legal y financiera.
En 2019, un tribunal húngaro condenó a 10 empleados de la empresa por negligencia criminal relacionada con el accidente. Estos empleados fueron procesados por no haber tomado las medidas necesarias para prevenir la ruptura del dique que liberó el barro tóxico en la región. La sentencia fue un reflejo de la grave responsabilidad de la empresa y de las autoridades locales en la gestión de la seguridad industrial. A pesar de las condenas, las familias de las víctimas y las comunidades afectadas siguen luchando por obtener una compensación justa y por una mayor responsabilidad ambiental de las empresas que operan en la región.
En cuanto a las labores de limpieza, se llevaron a cabo trabajos intensivos para neutralizar el barro rojo que se había vertido en el entorno natural. Se utilizó una mezcla de sustancias químicas y técnicas ecológicas para minimizar el impacto ambiental. A pesar de los esfuerzos, el ecosistema local tardó años en recuperarse. Los daños a los ecosistemas acuáticos y a la flora y fauna local fueron severos, y muchos de los cuerpos de agua contaminados todavía siguen siendo un desafío para los ecologistas y las autoridades.